# Open de Pologne de tennis de table
L'Open de Pologne ITTF est une étape du Pro-tour de tennis de table. Cette compétition est organisée par la fédération internationale de tennis de table.
Le vainqueur de l'édition 2008 était l'allemand Timo Boll qui s'est imposé face au Danois Michael Maze. Il s'est de nouveau imposé en 2009, cette fois contre son compatriote Bastian Steger. En 2010 c'est Vladimir Samsonov qui s'impose en finale face à Dimitrij Ovtcharov, et obtient par la même occasion sa qualification pour la Grande Finale du Pro Tour ITTF.

## Palmarès

### Senior
| année         | Catégorie        | simple messieurs     | double messieurs                 | simple dames                       | double dames                    | U21 messieurs   | U21 dames        |
| ------------- | ---------------- | -------------------- | -------------------------------- | ---------------------------------- | ------------------------------- | --------------- | ---------------- |
| 1997 Gdańsk   | Pro Tour         | Wenguan Johnny Huang | Karl Jindrak Werner Schlager     | Jing Tian-Zörner                   | Ni Xia Lian Peggy Regenwetter   |                 |                  |
| 2000 Varsovie | Pro Tour         | Liu Guozheng         | Liu Guozheng Ma Lin              | Zhang Yining                       | Zhang Yingying Zhang Yining     |                 |                  |
| 2002 Varsovie | Pro Tour         | Ma Lin               | Qin Zhijian Wang Liqin           | Zhang Yining                       | Li Nan Zhang Yining             |                 |                  |
| 2004 Varsovie | Pro Tour         | Timo Boll            | Timo Boll Christian Süss         | Lau Sui Fei                        | An Konishi Li Jiao              | Jun Mizutani    | Georgina Pota    |
| 2006 Varsovie | Pro Tour         | Timo Boll            | Lucjan Błaszczyk Wang Zeng Yi    | Li Qian                            | Sayaka Hirano Reiko Hiura       | Patrick Baum    | Galia Dvorak     |
| 2008 Varsovie | Pro Tour         | Timo Boll            | Lucjan Błaszczyk Wang Zeng Yi    | Feng Tianwei                       | Daniela Dodean Elizabeta Samara | Kirill Skachkov | Elizabeta Samara |
| 2009 Varsovie | Pro Tour         | Timo Boll            | Kim Jung-hoon Oh Sang-eun        | Fan Ying                           | Wu Yang Fan Ying                | Kun Shang       | Elizabeta Samara |
| 2010 Varsovie | Pro Tour         | Vladimir Samsonov    | Marcos Freitas Andrej Gaćina     | Li Jiao                            | Haruna Fukuoka Reiko Hiura      | Paul Drinkhall  | Yuka Ishigaki    |
| 2011          | Pro Tour         | Lee Sang-su          | Mattias Karlsson Robert Svensson | Wu Yang                            | Guo Yue Li Xiaodan              | Seo Hyun-deok   | Lee Ho Ching     |
| 2012 Varsovie | World Tour       | Wang Hao             | Kenta Matsudaira Koki Niwa       | Ding Ning                          | Cheng I-Ching Huang Yi-Hua      | Yuto Muramatsu  | Zhou Yihan       |
| 2013          | Major Series     | Fan Zhendong         | Jung Young-sik Lee Sang-su       | Seo Hyo-won                        | Jeon Ji-hee Park Seong-hye      | Simon Gauzy     | Ye Lin           |
| 2015          | Major Series     | Fan Zhendong         | Liu Shiwen                       | Mattias Karlsson Kristian Karlsson | Ding Ning Zhu Yuling            | Jakub Dyjas     | Miu Hirano       |
| 2016          | Major Series     | Jun Mizutani         | Masataka Morizono Yuya Oshima    | Miu Hirano                         | Jeon Ji-hee Yang Ha-eun         | Wang Xiyu       | Miyu Kato        |
| 2017          | Challenge Series | Quadri Aruna         | Ho Kwan-kit NG Pak nam           | Mima Ito                           | Doo Hoi Kem Lee Ho Ching        | Mizuki Oikawa   | Nina Mittelham   |
| 2018          | Challenge Series | Lim Jong-hoon        | Lee Sang-su Jeoung Youngsik      | Kasumi Ishikawa                    | Jeon Ji-hee Yang Ha-eun         | Marek Badowski  | Kim Ji-ho        |
| 2019          | Challenge Series | Xu Yingbin           | Gaston Alto Horacio Cifuentes    | He Zhuojia                         | Honoka Hashimoto Maki Shiomi    | Xiang Peng      | Kuai Man         |